# Васильківський рудник
Васильківський рудник – гірничодобувне підприємство в Акмолинській області Казахстану, що здіснює розробку Васильківського золоторудного родовища.
Родовище, яке виявили в 1963 році, є одним з найбільших за всю історію золотовидобутку в Казахстані. Розробка його запасів стартувала у 1979-му, а в 1991-му почались експерименти із напівпромислового застосування технології купчастого вилуговування до окислених та позабалансових руд. В 1995-му запустили ділянку купчастого вилуговування потужністю 1 млн тон руди на рік (із вилученням від 0,6 до 0,9 тони золота). Всього до 2006-го з Васильківського видобули 14,3 млн тон руди та отримали 11,5 тон золота, що становило лише кілька відсотків його запасів – станом на початок 2008-го залишкові запаси оцінювались у 127 млн тон руди із вмістом золота 348 тон.
Повномасштабна розробка родовища була можлива лише за умови переходу до видобутку сульфідних руд. В 2008-му почалось будівництво призначеної для роботи з ними збагачувальної фабрики, яка була завершена наприкінці 2009-го. Вона мала потужність на рівні 8 млн тон руди на рік із вилученням до 15,5 тон золота.
Роботи на Васильківському ведуться відкритим способом, при цьому первісно проектна глибина кар’єру, призначеного для видобутку сульфідних руд, була визначена як 450 метрів, після чого збирались допрацювати залишкові запаси підземним способом. Станом на 2022 рік, коли основна частина руди вже була вилучена, в проект внесли зміни зі збільшенням глибини кар’єру до 540 метрів. На той час залишкові запаси оцінювались у 37 млн тон руди із вмістом 74 тони золота, а їх вилучення планувалось завершити у 2026 році, після чого збагачувальна фабрика мала зайнятись переробкою накопичених на відвалах забалансових руд.
З 2006-го розробку родовища веде компанія «Altyntau Kokshetau» зі складу концерну «Казцинк».